# Бицзяшань

Бицзяшань (кит. 笔架山 — гора «подставки для кистей») — остров, расположенный в Ляодунском заливе Жёлтого моря к югу от побережья округа Цзиньчжоу провинции Ляонин прибрежного Китая. Островом называется условно, так как во время отливов соединяется с берегом отмелью шириной до 100 метров и длиной около 1,6 км.

## География
Остров представляет из себя гору высотой 78,3 метра с крутыми каменистыми берегами, покрытую лесом. Гора имеет три пика, центральный самый высокий. Издали гора выглядит как подставки для кистей, отсюда такое название. Недалеко от горы находится порт Цзиньчжоу. Площадь острова 1,2 кв. км.

## Достопримечательности
Северная часть горы с видом на материк каменистая и относительно плоская. На ней построена каменная пристань для туристов. Южная часть закрыта для посетителей. На горе ведется строительство, она становится все более популярной среди туристов, каждый год сюда прибывает более миллиона туристов.
Основная особенность горы — это её расположение возле берега, что во время отлива позволяет добраться к ней пешком по отмели. На берегу построены места для отдыха и развлечений, есть песчаный пляж. На самой горе есть много достопримечательностей: красивые пейзажы, высокие скалы, необычные мосты, каменные скульптуры, даосские храмы.

## Расположение
Остров расположен в городском округе Цзиньчжоу, зоне экономического и технологического развития в провинции Ляонин, примерно в 35 км от центра города.